# Хохольский

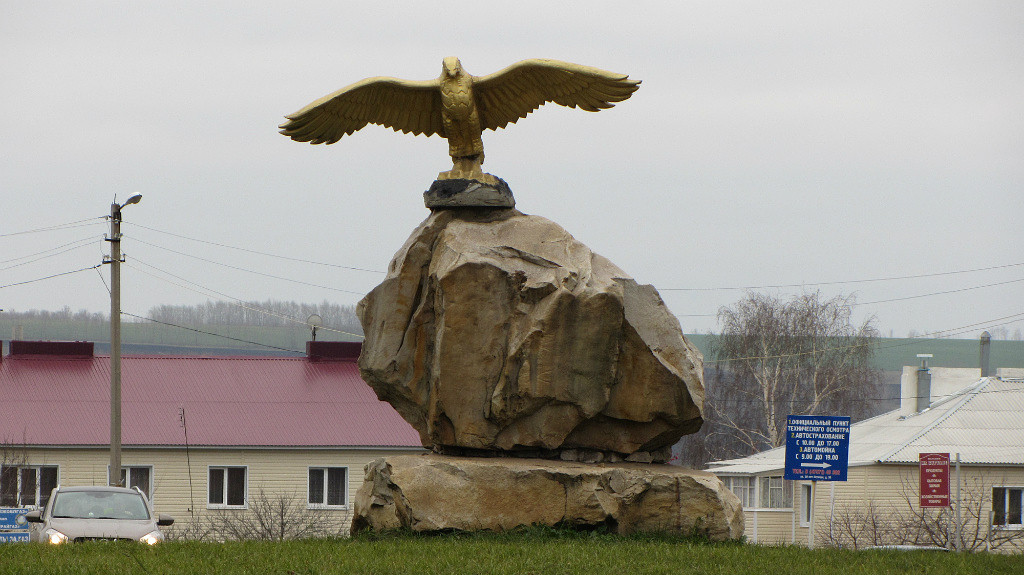

Хохо́льский — посёлок городского типа, административный центр Хохольского района Воронежской области России и городского поселения Хохольский.
Население — 7954 (2021).
Расположен на реке Девица (приток Дона) в 42 км к юго-западу от Воронежа и в 2 км от железнодорожной станции Хохольская.
Статус посёлка городского типа — с 1964 года.

## Население
| 1970  | 1979  | 1989  | 2002  | 2009  | 2010  | 2012  |
| ----- | ----- | ----- | ----- | ----- | ----- | ----- |
| 6192  | ↗7783 | ↗8602 | ↘7885 | ↗7899 | ↘7510 | ↗7518 |
| 2013  | 2014  | 2015  | 2016  | 2017  | 2018  | 2020  |
| ↘7489 | ↘7467 | ↗7549 | ↗7591 | ↘7575 | ↘7548 | ↘7544 |
| 2021  |       |       |       |       |       |       |
| ↗7954 |       |       |       |       |       |       |

Национальный состав
По итогам переписи населения 2020 года проживали следующие национальности (национальности менее 0,1 % и другое, см. в сноске к строке «Другие»):
| Национальность | Численность, чел. | Доля     |
| -------------- | ----------------- | -------- |
| Русские        | 6236              | 78,40 %  |
| Цыгане         | 20                | 0,25 %   |
| Украинцы       | 11                | 0,14 %   |
| Армяне         | 9                 | 0,11 %   |
| Азербайджанцы  | 8                 | 0,10 %   |
| Другие         | 1670              | 21,00 %  |
| Итого          | 7954              | 100,00 % |

## Экономика
В посёлке имеются сахарный завод, птицефабрика, мыловаренный завод. Ранее работал также пищекомбинат, производились кирпичи и швейные изделия.

## Известные уроженцы
- Попов Константин Степанович (1894—1976) — советский военачальник, гвардии полковник.
- Панин Василий Степанович (1935—2019) — советский и российский кинорежиссёр.